# Paměti ukazující dějiny jakobínství
Paměti ukazující dějiny jakobínství (francouzsky Mémoires pour servir à l'histoire du Jacobinisme) je stěžejní dílo Augustina Barruela, jezuitského kněze a polemického katolického publicisty. Poprvé byly vydány ve Francii v letech 1797 až 1799, ve čtyřech svazcích. Dílo líčí Velkou francouzskou revoluci nikoliv jako spontánní povstání lidu, ale jako protikřesťanský komplot tajných společností. Jakobínství je zobrazeno jako výsledek spojení filosofů a svobodných zednářů. Původ myšlenky Velké francouzské revoluce dílo připisuje bavorským iluminátům.